# Каминский, Пётр Григорьевич
Пётр Григорьевич Каминский (30.05.1919 — 18.01.1983) — командир отделения сапёрного взвода 11-го гвардейского кавалерийского Седлецкого Краснознамённого полка (4-я гвардейская кавалерийская Мозырская Краснознамённая ордена Суворова дивизия, 2-й гвардейский кавалерийский Померанский Краснознамённый корпус, 61-я армия, Белорусский фронт), гвардии старший сержант, участник Великой Отечественной войны, кавалер ордена Славы трёх степеней.

## Биография
Родился 30 мая 1919 года в городе Кушка Туркестанской АССР (ныне — город Серхетабад Марыйского велаята Туркменистана). Из семьи рабочего. Русский.
Окончил 5 классов школы. Работал электромонтёром на электростанции. Член ВЛКСМ.
В Красную армию был призван в 1939 году Тахта-Базарским районным военкоматом Марийской области Туркменской ССР. Служил командиром отделения сапёрного эскадрона в 18-й горно-кавалерийской дивизии Среднеазиатского военного округа (Кушка).
На фронте в Великую Отечественную войну младший командир П. Г. Каминский с июля 1941 года. Весь боевой путь прошёл в рядах 2-го гвардейского кавалерийского корпуса. Воевал на Западном и Центральном фронтах. Участвовал в битве за Москву. В начале 1942 года был ранен в бою под деревней Чёрная Грязь в Московской области.
Командир отделения сапёрного взвода 11-го гвардейского кавалерийского полка (4-я гвардейская кавалерийская дивизия, 2-й гвардейский кавалерийский корпус, 61-я армия, Белорусский фронт) гвардии сержант П. Г. Каминский отважно действовал во время Гомельско-Речицкой фронтовой наступательной операции. В ночь на 20 ноября 1943 года в боях за деревню Хатки (13 километров юго-западнее города Холмеч, Гомельская область, Белорусская ССР) с группой сапёров под сильным артиллерийско-миномётным огнём проделал проходы в проволочных заграждениях противника, благодаря чему наступающие подразделения выбили гитлеровцев из деревни.
За образцовое выполнение боевых заданий Командования на фронте борьбы с немецкими захватчиками и проявленные при этом доблесть и мужество приказом по 4-й гвардейской кавалерийской дивизии № 1/н от 22 января 1944 года сержант Каминский Пётр Григорьевич награждён орденом Славы 3-й степени.
Командир отделения сапёрного взвода 11-го гвардейского кавалерийского полка гвардии сержант П. Г. Каминский отличился в Висло-Одерской наступательной операции. В бою за город Бромберг (ныне Быдгощ, Польша) 24 января 1945 года во главе своего отделения он разминировал проход через минное поле, чем обеспечил полку успех в выполнении боевой задачи.
За образцовое выполнение боевых заданий командования на фронте борьбы с немецкими захватчиками и проявленные при этом доблесть и мужество приказом войскам 1-го Белорусского фронта № 527/н от 9 апреля 1945 года гвардии сержант Каминский Пётр Григорьевич награждён орденом Славы 2-й степени.
Командир отделения сапёрного взвода гвардии старший сержант П. Г. Каминский вновь отличился в Берлинской наступательной операции. В боях за населённый пункт Маркендорф (8 километров юго-западнее города Франкфурт-на-Одере, Германия) 20 апреля 1945 года в числе первых ворвался в населённый пункт, поразил из автомата 5 гитлеровцев. Под огнём своевременно провёл инженерную разведку переднего края обороны противника и выявил инженерные препятствия и огневые точки, что позволило наступающему полку обойти их.
За образцовое выполнение боевых заданий командования на фронте борьбы с немецкими захватчиками и проявленные при этом доблесть и мужество Указом Президиума Верховного Совета СССР от 15 мая 1946 года гвардии старший сержант Каминский Пётр Григорьевич награждён орденом Славы 1-й степени. Стал полным кавалером ордена Славы.
В 1946 году старший сержант П. Г. Каминский был демобилизован. Жил в Кушке. Работал электриком-оператором на железнодорожной станции Кушка Ашхабадского отделения Среднеазиатской железной дороги. В конце 1970-х годов вышел на пенсию. Старшина запаса с 1970 года.
Скончался 18 января 1983 года. Похоронен в Кушке.

## Награды
- Орден Славы 1-й (15.05.1946)[3], 2-й (09.04.1945)[4] и 3-й (22.01.1944)[5] степеней
- медали, в том числе:
  - «Медаль «За оборону Москвы»» (вручена в ноябре 1944)[6]
  - Медаль «За освобождение Варшавы» (1945)[6]
  - «В ознаменование 100-летия со дня рождения Владимира Ильича Ленина» (6 апреля 1970)
  - «За победу над Германией» (9 мая 1945[7])[6]
  - «За взятие Берлина» (9 мая 1945[7])[6]
  - «20 лет Победы в Великой Отечественной войне 1941—1945 гг.» (7 мая 1965[8])
  - «30 лет Победы в Великой Отечественной войне 1941—1945 гг.»[9]
  - «30 лет Советской Армии и Флота»[10]
  - «40 лет Вооружённых Сил СССР»[11]
  - «50 лет Вооружённых Сил СССР» (26 декабря 1967[12])
- Знак «25 лет победы в Великой Отечественной войне» (1970)

## Память
- На могиле установлен надгробный памятник.
- Его имя увековечено в Главном Храме Вооружённых сил России, и навсегда запечатлено на мемориале «Дорога памяти».